# Accident du Tu-104 à l'aéroport de Pouchkine
Le 7 février 1981, un avion de ligne Tupolev Tu-104 s'écrase lors du décollage de l'aéroport militaire Pouchkine près de Leningrad (aujourd'hui Saint-Pétersbourg), en Russie, entraînant la mort des 50 personnes à bord, dont 28 militaires soviétiques de haut rang. L'enquête officielle a conclu que la charge de l'avion n'était pas équilibrée.

## Accident
A 18h00 heure locale, le Tu-104 s'aligne sur la piste 21 et commence sa course au décollage par temps de neige. Après la rotation, l'avion s'est cabré au-delà de l'assiette normale de décollage, et huit secondes après le décollage, à une altitude au-dessus du sol de 50 m (160 ft), le Tupolev a décroché et est entré en vrille à droite. L'avion a continué à rouler à droite jusqu'à ce qu'il heurte le sol à 20 m (66 ft) de l'extrémité de départ de la piste, s'écrasant presque à l'envers et s'enflammant, tuant 49 des 50 personnes à bord. Une personne dans le cockpit a été éjectée du nez de l'avion et a été retrouvée vivante dans la neige non loin du lieu de l'accident, mais est décédée sur le chemin de l'hôpital,,,.

## Avion
Le Tupolev Tu-104A impliqué portait le numéro de série 76600402 et était enregistré sous le numéro СССР-42332 auprès de la marine soviétique. La construction de l'avion de ligne a été achevée le 26 novembre 1957. 

## Enquête
L'enquête sur l'accident a révélé que l'équipage avait laissé l'avion être mal chargé. Des preuves ont été découvertes qui ont amené les enquêteurs à croire que certains officiers militaires ne se conformaient pas aux affectations de sièges données par l'équipage et que ces officiers ont fait pression sur l'équipage pour qu'il effectue le vol dans un aéronef dont la charge était déséquilibrée. Un autre facteur rapporté par les témoins était que de gros rouleaux de papier d'impression étaient chargés à bord, et on pense qu'ils ont roulé vers l'arrière lors de l'accélération au décollage, provoquant le déplacement du centre de gravité vers l'arrière des limites acceptables, réduisant ainsi la stabilité de l'avion en tangage, rendant l'abaissement du nez impossible pour l'équipage,,,.

## Victimes

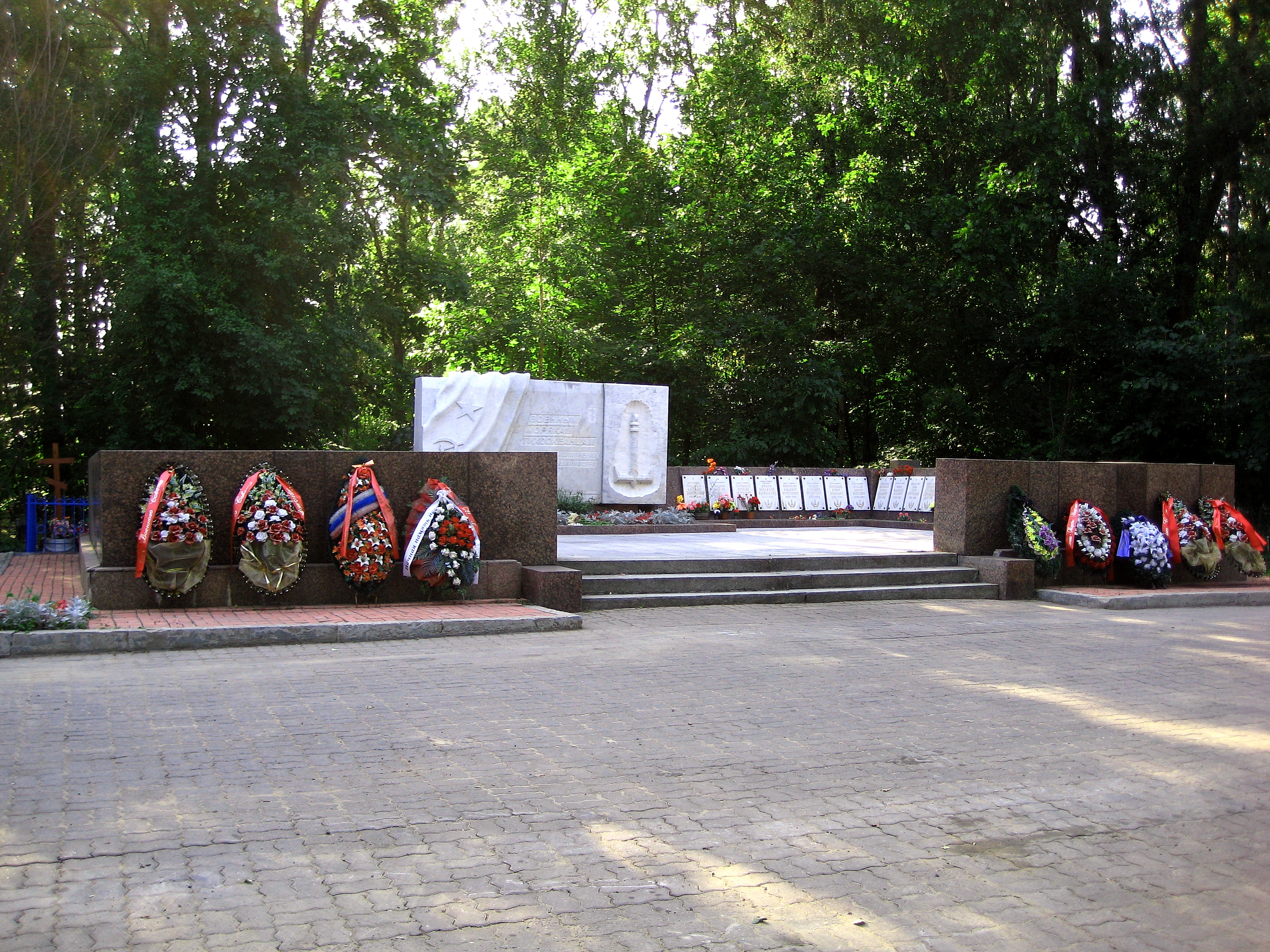
Mémorial dans le cimetière de Serafimovskoe, Saint-Pétersbourg à ceux qui sont morts dans l'accident de 1981

Le Tupolev Tu-104A transportait de nombreux officiers supérieurs de la flotte du Pacifique de Leningrad, où ils avaient assisté à des réunions avec le commandement naval, à Vladivostok, via Khabarovsk. Parmi les morts figuraient 16 amiraux et généraux, dont le commandant de la flotte du Pacifique, l'amiral Emil Spiridonov, et son épouse. Ils ont tous deux été enterrés avec la plupart des autres victimes de l'accident dans le cimetière de Serafimovskoe à Leningrad, où un mémorial aux morts a été érigé sur ordre du commandant en chef de la Marine, Sergey Gorshkov. Un service commémoratif a lieu chaque année le 7 février à la cathédrale navale Saint-Nicolas de Saint-Pétersbourg, et à l'occasion du 20e anniversaire de l'accident, la ligne : "Ceux qui sont morts dans l'exercice de leurs fonctions le 7 février 1981", et une croix orthodoxe ont été ajoutés à la stèle commémorative commémorant les marins de la marine du Pacifique.